# جائزة فتليسن
جائزة فتليسن هي جائزة يمنحها مرصد لامونت دوهيرتي الأرضي لجامعة كولومبيا ومنظمة جي. أونغر فيتلسين في مجال جيولوجيا. تعتبر الجائزة أعلى وسام في الدراسات الجيولوجية و«جائزة نوبل للجيولوجيا».

## خلفية الجائزة
وُصفت جائزة فيتلسن بأنها محاولة لتأسيس ما يعادل جائزة نوبل للجيوفيزياء  أو الجيولوجيا. تُمنح الجائزة للإنجاز العلمي الذي أدى إلى فهم أوضح للأرض وتاريخها أو علاقتها بالكون. تأسست الجائزة عام 1959 وتمنح في المتوسط مرة واحدة كل عامين، إذا اختارت لجنة التحكيم مرشحًا واحدًا على الأقل يستحق خلال هذه الفترة.

## نبذة تاريخية
أطلق الضابط النرويكي جي. أونغر فيتلسين المؤسسة التي تحمل اسمه قبل وقت قصير من وفاته في عام 1955. بالإضافة إلى جائزة فيتلسين، تقدم المؤسسة الدعم في علوم الأرض لمؤسسات التميز.

## المستلمون السابقون
المصدر: 
| السنة | اسم الحاصل على الجائزة                               | البلد                             | المرجع |
| ----- | ---------------------------------------------------- | --------------------------------- | ------ |
| 2020  | آني كازناف                                           | فرنسا                             |        |
| 2017  | مارك كين وجورج فيلاندر                               | الولايات المتحدة                  |        |
| 2015  | روبرت ستيفن جون سباركس                               | المملكة المتحدة                   |        |
| 2012  | سوزان سولومون وجان جوزل                              | الولايات المتحدة وفرنسا           | و      |
| 2008  | والتر ألفاريز                                        | الولايات المتحدة الأمريكية        | [ 8 ]  |
| 2004  | السير نيكولاس شاكلتون وريتشارد بيلتيير               | المملكة المتحدة وكندا             |        |
| 2000  | جايسون مورغان ووالتر سي. بيتمان الثالث ولين آر سايكس | الولايات المتحدة الأمريكية        |        |
| 1996  | روبرت إي ديكنسون وجان إمبري                          | الولايات المتحدة الأمريكية        |        |
| 1993  | والتر مونك                                           | الولايات المتحدة الأمريكية        |        |
| 1987  | والاس بروكر وهارمون كرايغ                            | الولايات المتحدة                  |        |
| 1981  | ماريون كينج هوبرت                                    | الولايات المتحدة الأمريكية        |        |
| 1978  | جون توزو ويلسون                                      | كندا                              |        |
| 1974  | حاييم ليب بكريس                                      | اسرائيل                           |        |
| 1973  | وليام فاولر                                          | الولايات المتحدة                  |        |
| 1970  | ألان في. كوكس                                        | الولايات المتحدة الأمريكية        |        |
| 1968  | فرنسيس بيرش والسير إدوارد بولارد                     | الولايات المتحدة والمملكة المتحدة |        |
| 1966  | يان أورت                                             | هولندا                            |        |
| 1964  | آرثر هولمز                                           | المملكة المتحدة                   |        |
| 1962  | السير هارولد جيفريز                                  | المملكة المتحدة                   |        |
| 1962  | فيليكس أندريس فيننغ ماينز                            | هولندا                            |        |
| 1960  | موريس يونغ                                           | الولايات المتحدة                  |        |